# Ochikubo monogatari
Ochikubo monogatari (落窪物語), aussi connu sous le nom Le Dit d'Ochikubo, est une histoire composée du temps de l'époque de Heian sur un thème semblable à celui du conte Cendrillon.
L'Ochikubo monogatari est écrit par un auteur inconnu durant la dernière partie du Xe siècle. C'est le plus ancien texte connu de la littérature japonaise traitant du harcèlement et de l'intimidation par une belle-mère. L'intrigue bien construite et la description vivante des personnages du Ochikubo monogatari a influencé beaucoup d'écrivains tels que Murasaki Shikibu, auteur du Le Dit du Genji. Les dialogues animés sont également d'une qualité particulière.
Après avoir subi un incessant harcèlement de la part de sa belle-mère, la princesse Ochikubo rencontre un général du nom de Michiyori. Les deux se marient et la princesse Ochikubo vit très heureuse avec lui. Michiyori entreprend de venger son épouse des méfaits exercés par sa famille. Il met en œuvre une série d'événements humiliants à son encontre.
L'histoire a été traduite en japonais moderne par Saeko Himuro en 1993.